# Богојављенска црква у Герзову
Црква Светог Богојављења у Герзову је храм Српске православне цркве који се налази у истоименом селу у општини Мркоњић Град у Републици Српској. Припада епархији бихаћко-петровачкој.

## Прошлост
Градња цркве отпочела је 1856. године, када су Срби Герзова издејствовали повељу Султана Меџида и подигли цркву на брду Велетову. Црква је посвећена Богојављењу. Црква је једнобродна, зидана је од камена са плито клесаним украсима на порталу, те допрозорницама. Због постојања старе некрополе са стећцима која се налази у близини храма, а која броји педесет два стећка; сматра се да је садашњи храм подигнут на мјесту старијег.
Обновљена је 1908. године за вријеме митрополита Николаја Мандића и протојереја Душана Бубњевића. Друга обнова започета је 1993. године, али је агресија Републике Хрватске 1995. године зауставила започету обнову. Током окупације хрватске војске храм је девастриран и оштећен, а том приликом однесен је и ферман Султана Меџида. Од 2001. па до 2004. године трајала је обнова храма. Обновљени храм освећен је 26. септембра 2004. године од стране епископа Хризостома.